# سجاد نیک‌پرست
سجاد نیک‌پرست پرتابگر تیم ملی دو و میدانی معلولان ایران است.

## حضور در پارالمپیک
او در پارالمپیک تابستانی ۲۰۱۲ در لندن با پرتاب ۶۳٬۱۵ متر، موفق به کسب نشان نقره این مسابقات شد. چهار سال بعد در پارالمپیک ۲۰۱۶ در ریودوژانیرو برزیل نیز بار دیگر نشان نقره همین ماده را بر گردن آویخت.